# Lądowisko Leszno
Lądowisko Leszno – lądowisko sanitarne w Lesznie, w województwie wielkopolskim, położone przy ul. Kiepury 45. Przeznaczone jest do wykonywania startów i lądowań śmigłowców sanitarnych i ratowniczych w dzień i w nocy o dopuszczalnej masie startowej do 5700 kg. 
Zarządzającym lądowiskiem jest Wojewódzki Szpital Zespolony. W roku 2000 zostało wpisane do ewidencji lądowisk Urzędu Lotnictwa Cywilnego pod numerem 25